# José Gabriel Funes
José Gabriel Funes SJ (* 31. ledna 1963, Córdoba) je argentinský jezuitský duchovní a astronom, od 19. srpna 2006 do 18. září 2015 ředitel Vatikánské observatoře.

## Osobní život
Magisterské studium astronomie absolvoval na Národní univerzitě v rodné Córdobě. Poté pokračoval v postgraduálním doktorském studiu na Padovské univerzitě v Itálii, které uzavřel v roce 2000. Od tohoto roku pracuje ve Vatikánské observatoři jako vědec. Bakalářský diplom z filosofie získal na jezuitské Universidad del Salvador v Buenos Aires. Bakalářem se také stal v oboru teologie na římské Papežské univerzitě Gregoriána.
Jako člen Tovaryšstva Ježíšova přijal kněžské svěcení v roce 1995.
| „                    | Obecně se uznává, že existuje 100 miliard galaxií a v každé z nich je 100 miliard sluncí. Okolo většiny z těchto sluncí obíhají planety. Je proto velmi pravděpodobné, že některé z těchto planet se podobají Zemi. Také je možné, že ve vesmíru jsou další formy života obdařené inteligencí | “ |
| — José Gabriel Funes | |   |

## Vybrané články
| Autoři | Název | Časopis                                         | Rok  |
| --- | --- | ----------------------------------------------- | ---- |
| LAPASSET E. a FUNES J. G. | The peculiar behaviour of the photometric variability of V508 Ophiuchi.                                             | Astrophys. Space Sci., 113, 83-87               | 1985 |
| CORSINI E. M., PIZZELLA A., FUNES J. G., VEGA BELTRAN J. C. a BERTOLA F.                                                             | The circumnuclear ring of ionized gas in NGC 3593.                                                                  | Astron. Astrophys., 337, 80-84                  | 1998 |
| VEGA BELTRAN J. C., ZEILINGER W. W., AMICO P., SCHULTHEIS M., CORSINI E. M., FUNES J. G., BECKMAN J. a BERTOLA F.                    | Mixed early and late-type properties in the bar of NGC 6221: Evidence for evolution along the Hubble sequence?      | Astron. Astrophys., Suppl. Ser., 131, 105-114   | 1998 |
| BERTOLA F., CAPPELLARI M., FUNES J. G., CORSINI E. M., PIZZELLA A. a VEGA BELTRAN J. C.                                              | Circumnuclear Keplerian disks in galaxies.                                                                          | Astrophys. J., 509, L93-L96                     | 1998 |
| CORSINI E. M., PIZZELLA A., SARZI M., CINZANO P., VEGA BELTRAN J. C., FUNES J. G., BERTOLA F., PERSIC M. a SALUCCI P.                | Dark matter in early-type spiral galaxies: the case of NGC 2179 and of NGC 2775.                                    | Astron. Astrophys., 342, 671-686                | 1999 |
| BERTOLA F., CORSINI E. M., VEGA BELTRAN J. C., PIZZELLA A., SARZI M., CAPPELLARI M. a FUNES J. G.                                    | The bulge-disk orthogonal decoupling in galaxies: NGC 4698.                                                         | Astrophys. J., 519, L127-L130                   | 1999 |
| SARZI M., CORSINI E. M., PIZZELLA A., VEGA BELTRAN J. C., CAPPELLARI M., FUNES J. G. a BERTOLA F.                                    | NGC 4672: A new case of an early-type disk galaxy with an orthogonally decoupled core.                              | Astron. Astrophys., 360, 439-446                | 2000 |
| FUNES J. G. a CORSINI E. M. | Galaxy disks and disk galaxies. (Conference highlights).                                                            | Publ. Astron. Soc. Pac., 112, 1510-1511         | 2000 |
| VEGA BELTRAN J. C., PIZZELLA A., CORSINI E. M., FUNES J. G., ZEILINGER W. W., BECKMAN J. E. a BERTOLA F.                             | Kinematic properties of gas and stars in 20 disc galaxies.                                                          | Astron. Astrophys., 374, 394-411                | 2001 |
| VENNIK J., FUNES J. G., RAFANELLI P. a RICHTER G. M.                                                                                 | Structure of the Seyfert 2 galaxy Mkn 955.                                                                          | Astron. Gesellschaft Abstract Ser., 18, 210-210 | 2001 |
| SARZI M., BERTOLA F., CAPPELLARI M., CORSINI E. M., FUNES J. G., PIZZELLA A. a VEGA BELTRAN J. C.                                    | The orthogonal bulge-disc decoupling in NGC 4698.                                                                   | Astrophys. Space Sci., 276, 467-473             | 2001 |
| VEGA BELTRAN J. C., ZEILINGER W. W., PIZZELLA A., CORSINI E. M., BERTOLA F., FUNES J. G. a BECKMAN J. E.                             | Kinematics of gas and stars in 20 disc galaxies.                                                                    | Astrophys. Space Sci., 276, 1201-1210           | 2001 |
| PIGNATELLI E., VEGA BELTRAN J. C., BECKMAN J. E., CORSINI E. M., PIZZELLA A., SCARLATA C., BERTOLA F., FUNES J. G. a ZEILINGER W. W. | Modeling gas and stellar kinematics in disc galaxies NGC 772, NGC 3898 and NGC 7782.                                | Astrophys. Space Sci. Suppl., 277, 493-494      | 2001 |
| PIGNATELLI E., CORSINI E. M., VEGA BELTRAN J. C., SCARLATA C., PIZZELLA A., FUNES J. G., ZEILINGER W. W., BECKMAN J. E. a BERTOLA F. | Modelling gaseous and stellar kinematics in the disc galaxies NGC 772, 3898 and 7782.                               | Mon. Not. R. Astron. Soc., 323, 188-210         | 2001 |
| PIZZELLA A., BERTOLA F., SARZI M., CORSINI E. M., VEGA BELTRAN J. C., CAPPELLARI M. a FUNES J. G.                                    | NGC 4672: a new case of an early-type disk galaxy with an orthogonally decoupled core.                              | Mem. Soc. Astron. Ital., 72, 797-800            | 2001 |
| FUNES J. G. | Kinematics of the ionized gas in the inner regions of disk galaxies. (Dissertation summary).                        | Publ. Astron. Soc. Pac., 113, 257-257           | 2001 |
| FUNES J. G., CORSINI E. M., CAPPELLARI M., PIZZELLA A., VEGA BELTRAN J. C., SCARLATA C. a BERTOLA F.                                 | Position-velocity diagrams of ionized gas in the inner regions of disk galaxies.                                    | Astron. Astrophys., 388, 50-67                  | 2002 |
| FUNES J. G., REJKUBA M., MINNITI D., AKIYAMA S. a KENNICUTT R. C.                                                                    | Star formation in the disk of NGC 5128.                                                                             | American Astron. Soc. meeting, 201, #20.23      | 2002 |
| COCCATO L., CORSINI E. M., PIZZELLA A., MORELLI L., FUNES J. G. a BERTOLA F.                                                         | Minor-axis velocity gradients in disk galaxies'.                                                                    | Astron. Astrophys., 416, 507-514                | 2004 |
| LEE J. C., KENNICUTT R. C., FUNES J. G., SAKAI S., TREMONTI C. A. a VAN ZEE L.                                                       | 11HUGS: The 11 Mpc H-{alpha} and ultraviolet galaxy survey.                                                         | American Astron. Soc. meeting, 205, #60.04      | 2004 |
| KENNICUTT R. C., LEE J. C., AKIYAMA S., FUNES J. G. a SAKAI S.                                                                       | An H-{alpha} imaging survey of galaxies in the local 11 Mpc volume.                                                 | American Astron. Soc. meeting, 205, #60.05      | 2004 |
| KRALL C. a FUNES J. G. | H-alpha and UBR imaging of elliptical galaxies with dust lanes.                                                     | American Astron. Soc. meeting, 205, #92.04      | 2004 |
| MINNITI D., REJKUBA M., FUNES J. G. a AKIYAMA S.                                                                                     | Optical counterparts of X-ray point sources observed by Chandra in NGC 5128: 20 new globular cluster X-ray sources. | Astrophys. J., 600, 716-728                     | 2004 |
| MINNITI D., REJKUBA M., FUNES J. G. a KENNICUTT R. C. mladší                                                                         | The most exciting massive binary cluster in NGC 5128: clues to the formation of globular clusters.                  | Astrophys. J., 612, 215-221                     | 2004 |
| VILLEGAS D., MINNITI D. a FUNES J. G.                                                                                                | HST photometry of the binary globular cluster Sersic 13N-S in NGC 5128.                                             | Astron. Astrophys., 442, 437-442                | 2005 |
| GUTIERREZ C. M., ALONSO M. S., FUNES J. G. a RIBEIRO M. B.                                                                           | Star formation in satellite galaxies.                                                                               | Astron. J., 132, 596-607                        | 2006 |
| LEE J. C., KENNICUTT R. C., FUNES J. G., SAKAI S. a AKIYAMA S.                                                                       | The star formation demographics of galaxies in the Local Volume.                                                    | Astrophys. J., 671, L113-L116                   | 2007 |